# In My Place
"In My Place" là một bài hát của ban nhạc alternative rock nước Anh Coldplay. Bài hát được sáng tác bởi các thành viên trong nhóm cho album phòng thu thứ hai của họ A Rush of Blood to the Head. Ca khúc được sáng tác xoay quanh tiếng trống đập mạnh, tiếng guitar và một dàn hợp xướng. Bài hát là đĩa đơn đầu tiên của album được phát hành vào 5 tháng 8 năm 2002 và đạt vị trí á quân bảng xếp hạng UK Singles Chart. Bài hát cũng đạt vị trí thứ 17 trên bảng xếp hạng Billboard cho ca khúc Rock hiện đại.
"In My Place" được sự đánh giá cao từ các nhà phê bình âm nhạc bởi cách xây dựng hợp lý và lời hát sâu sắc. Bài hát đã đoạt Giải Grammy cho Trình diễn Song ca/ Nhóm nhạc Rock xuất sắc nhất tại lễ trao Giải Grammy lần thứ 45.

## Xếp hạng và chứng nhận

### Bảng xếp hạng
| Xếp hạng (2002)                                   | Vị trí |
| ------------------------------------------------- | ------ |
| Úc (ARIA)                                         | 23     |
| Bỉ (Ultratip Flanders)                            | 15     |
| Bỉ (Ultratip Wallonia)                            | 14     |
| Canada (Nielsen SoundScan)                        | 2      |
| Đan Mạch (Tracklisten)                            | 16     |
| Phần Lan (Suomen virallinen lista)                | 19     |
| Pháp (SNEP)                                       | 60     |
| Đức (GfK)                                         | 65     |
| Ireland (IRMA)                                    | 2      |
| Ý (FIMI)                                          | 4      |
| Hà Lan (Single Top 100)                           | 43     |
| New Zealand (Recorded Music NZ)                   | 24     |
| Na Uy (VG-lista)                                  | 17     |
| Poland (OLiS)                                     | 1      |
| Tây Ban Nha (PROMUSICAE)                          | 12     |
| Thụy Điển (Sverigetopplistan)                     | 46     |
| Thụy Sĩ (Schweizer Hitparade)                     | 37     |
| Anh Quốc (OCC)                                    | 2      |
| Hoa Kỳ Adult Pop Airplay (Billboard)              | 22     |
| Hoa Kỳ Alternative Songs (Billboard)              | 17     |
| Hoa Kỳ Bubbling Under Hot 100 Singles (Billboard) | 17     |

### Chứng nhận
| Quốc gia | Chứng nhận | Số đơn vị/doanh số chứng nhận |
| --- | ---------- | ----------------------------- |
| Anh Quốc (BPI) | Bạc        | 200.000‡                      |
| * Chứng nhận dựa theo doanh số tiêu thụ. ^ Chứng nhận dựa theo doanh số nhập hàng. ‡ Chứng nhận dựa theo doanh số tiêu thụ và phát trực tuyến. |            |                               |